# Betty Go-Belmonte
Betty „Pebbles“ Go-Belmonte (Geburtsname: Betty Go; * 1933; † 28. Januar 1994 in Manila) war eine philippinische Journalistin und Verlegerin der Tageszeitung The Philippine Star.

## Leben
Betty Go war die Tochter des chinesischen Einwanderers Go Puan Seng, der zu einem der führenden Journalisten des Landes wurde und dessen Freispruch in einem Verleumdungsprozess in den 1930er Jahren, der gegen ihn nach der Aufdeckung öffentlicher Korruption geführt wurde, schuf die Grundlage für die Gesetzgebung zur Verleumdung der Philippinen.
Sie selbst studierte nach dem Schulbesuch zuerst an der University of the Philippines, ehe sie ein postgraduales Studium im Fach Amerikanische Literatur am Claremont College in Kalifornien absolvierte und dieses mit einem Master of Arts (M.A. American Literature) abschloss. Anschließend war sie ebenfalls als Journalistin tätig und gehörte zusammen mit Maximo Soliven zu der Gruppe von Journalisten, die nach dem Sturz des diktatorisch regierenden Präsidenten Ferdinand Marcos im Frühjahr 1986 am 28. Juli 1986 die Zeitung The Philippine Star gründeten, die zu einer der führenden Tageszeitungen des Landes wurde und deren Präsidentin sie von 1988 bis zu ihrem Tode blieb.
Betty Go-Belmonte, die an Krebs verstarb, war mit Feliciano „Sonny“ Belmonte verheiratet, einem langjährigen Bürgermeister von Quezon City und Mitglied des Repräsentantenhauses.
Ihr zu Ehren wurde die am 5. April 2004 in Quezon City eröffnete Betty Go-Belmonte-Station des Mass Rapid Transit Manila, dem S-Bahn-Unternehmen Manilas, sowie die Betty-Go Belmonte Elementary School benannt.